# Couma arenicola
Couma arenicola är en oleanderväxtart som beskrevs av James Lee Zarucchi. Couma arenicola ingår i släktet Couma och familjen oleanderväxter. Inga underarter finns listade i Catalogue of Life.